# Дон Сезар де Базан (фильм, 1942)
«Дон Сезар де Базан» (итал. Don Cesare di Bazan) — итальянский историко-приключенческий фильм-драма 1942 года с Джино Черви, Аннелизой Улиг и Паоло Стоппой в главных ролях. Фильм был полнометражным режиссёрским дебютом Риккардо Фреди, ставшим впоследствии одним из самых успешных режиссёров итальянского коммерческого кинематографа. Премьера фильма состоялась 4 октября 1942 в Италии. Спустя 20 лет, в 1962 году режиссёр снял ремейк «Семь шпаг мстителя».

## Сюжет
Сюжет ленты основан на одноименной пьесе Филиппа Дюмонуара и Адольфа д’Эннери. Действие происходит в XVII веке во время Сегадорского восстания в Каталонии. Благородный Дон Сезар де Базан сражается на стороне повстанцев за свободу и независимость региона Испании.

## В главных ролях
- Джино Черви — Дон Сезар де Базан
- Паоло Стоппа — Санчо

## Комментарии
1. ↑  По-итальянски: «Дон Чезаре ди Бадзан».